# IC 4332
IC 4332 је спирална галаксија у сазвјежђу Волар која се налази на листи објеката дубоког неба у Индекс каталогу.
Деклинација објекта је + 25° 11' 24" а ректасцензија 13h 49m 52,4s. Привидна величина (магнитуда) објекта IC 4332 износи 14,3 а фотографска магнитуда 15,1. IC 4332 је још познат и под ознакама MCG 4-33-8, CGCG 132-18, PGC 49081.